# Wilhelm Stocker (Agrarwissenschaftler)
Wilhelm Stocker (* 22. Mai 1899 in Ratzenried; † 24. April 1979 in Wangen im Allgäu) war ein deutscher Milchwissenschaftler, Fachlehrer und Autor.

## Leben
Im Anschluss an seine Ausbildung im Molkereifach (Meisterbrief) studierte Stocker Landwirtschaft, Chemie und Bakteriologie in Hohenheim, München und Kiel (Staatsexamen als Diplomlandwirt 1923). Anschließend war er als Forscher und Lehrer tätig, zuletzt als Oberlandwirtschaftsrat an der Staatlichen Milchwirtschaftlichen Lehr- und Forschungsanstalt am Dr.-Oskar-Farny-Institut in Wangen im Allgäu.
Seine Forschungsergebnisse und Kenntnisse publizierte er in über 200 Abhandlungen, u. a. in seinem Lehrbuch „Allgemeine Grundlagen der Käsereitechnik“ sowie als Mitautor der „Geschichte der Allgäuer Milchwirtschaft“. Da er über ein breites theoretisches, aber auch praktisches Wissen verfügte, griffen viele amtliche Stellen wie die Deutsche Landwirtschafts-Gesellschaft (DLG) und milchwirtschaftliche Institutionen regelmäßig auf sein Wissen zurück. Auf ihn geht die Bezahlung der Milch nach Fettgehalt und Qualität zurück. Darüber hinaus entwickelte er ein Lysat aus Milchsäurebakterien, das noch heute weitgehend unverändert als Medikament eingesetzt wird. Er gilt als Pionier des probiotischen Therapieansatzes.

## Publikationen (Auswahl)
- Allgemeine Grundlagen der Käsereitechnik. Volkswirtschaftl. Verl., Kempten (Allgäu) 1957, DNB 454895011 (135 S. : mit Darst., 3 Falttaf., 5 Taf.).
- mit Karl Lindner: Geschichte der Allgäuer Milchwirtschaft: 100 Jahre Allgäuer Milch im Dienste der Ernährung. Hrsg. vom Milchwirtschaftl. Verein im Allgäu u. in dessen Auftr. bearb. von Karl Lindner. Haus d. Milchwirtschaft: Milchwirtschaftl. Verein im Allgäu, Kempten 1955, DNB 451508254 (XI, 582 S. : mit Abb., 4 Taf.).
- Hefen als Käsebläher, Milchsäurebakterien als Antibionten. Aus der Staatl. Milchw. Lehr- u. Forschungsanstalt Wangen im Allgäu. In: Deutsche Molkerei-Zeitung. [Jg.] 75. 1954. Allgäuer Druckerei u. Verlagsanst., Kempten (Allgäu) 1954, DNB 454895038 (15 S. : mit 6 Abb.).
- Die Fettgehalts- und Qualitätsbezahlung der Milch im Gebiete des Milchwirtschaftsverbandes Allgäu. Deutsche Molkerei-Zeitung, Kempten (Allgäu) 1938, DNB 361720939 (12 S. : mit 4 Abb.).